# Paul Otto Roth
Paul Otto Roth (* 11. Dezember 1901 in Murten; † 15. März 1985 in Koppigen) war ein Schweizer Bildhauer.

## Leben und Werk
Roth lebte ab seinem 12. Lebensjahr in Basel. Eine Lehre in der Schweizerischen Lokomotiv- und Maschinenfabrik in Winterthur musste er aus gesundheitlichen Gründen abbrechen.
Ab 1922 besuchte er Kurse bei Otto Meyer (1879–1943) an der Allgemeinen Gewerbeschule Basel. Es folgten erste bildhauerische Aufträge. Von 1926 bis 1929 war er in Berlin Schüler und Mitarbeiter von Hermann Hosaeus und studierte an den Vereinigten Staatsschulen für freie und angewandte Kunst. Im Wintersemester 1929/30 studierte Roth bei Bernhard Bleeker an der Akademie der Bildenden Künste in München und ging zu weiteren Studienaufenthalten zwischendurch nach Paris. Die Werke von Aristide Maillol und Charles Despiau wurden zu seinen Vorbildern.
Ab 1925 nahm Roth an zahlreichen Gruppen- und Einzelausstellungen teil. 1931, 1932 und 1933 erhielt er ein Eidgenössisches Kunststipendium, und 1939 wurde er für seine Pestalozzi-Skulptur an der Landesausstellung in Zürich ausgezeichnet. Werke wurden 2004 im Ausstellungspavillon «La Cabane» ausgestellt, der ursprünglich von Jean Nouvel für die Expo.02 geplant war.
Von 1934 bis 1957 lebte Roth in Muntelier und heiratete 1938 Maria Schnyder. Zusammen hatten sie eine Tochter. Von 1957 bis 1972 war Roth mit seiner Lebensgefährtin Edith Müller in Frauenkappelen «auf dem Hubel» ansässig. Von 1972 bis 1985 lebte Roth in Herzogenbuchsee.
Mit dem Nachlass von Paul Roth wurde 1985 die Stiftung «Bildhauer Paul Roth» gegründet.